# بتينا بانج
بتينا بانج (بالألمانية: Bettina Bunge)‏ مواليد 13 يونيو 1963 في أدليسويل، هي لاعبة كرة مضرب سابقة بدأت مسيرتها كمحترفة سنة 1978 وكانت تلعب باليد اليمنى، اعتزلت اللعب في 1989. أعلى تصنيف لها في الفردي كان المركز الـ 6 في سنة 1983.

## الخط الزمني للفردي
مفتاح
| ف | ن | ن.ن | ر.ن | د# | د.م | ل | أ.أ | ت | غ | ب | ف | ذ | م.خ | ل.ت |

(ف) فاز بالبطولة (ن) وصل النهائي (ن.ن) نصف النهائي (ر.ن) ربع النهائي (د#) الأدوار الأربعة الأولى (د.م) دور المجموعات (ل) شارك في كأس ديفيز (أ.أ) خرج من الأدوار الاولى (ت) خسر التصفيات التأهيلية (غ) غاب عن الحدث أو البطولة (ب) حصل على ميدالية برونزية (ف) حصل على ميدالية فضية (ذ) حصل على ميدالية ذهبية (م.خ) بطولة الماسترز خُفضت إلى مرتبة أقل (ل.ت) البطولة لم تعقد في السنة المعينة.
لتجنب الارتباك وازدواجية الحساب، يتم تحديث هذه المعلومات إما في نهاية البطولة، أو عندما تكون مشاركة اللاعب في البطولة قد انتهت.
| الدورة                        | 1978  | 1979  | 1980  | 1981  | 1982  | 1983  | 1984  | 1985  | 1986  | 1987  | 1988  | 1989  | إجمالي ف/م |
| ----------------------------- | ----- | ----- | ----- | ----- | ----- | ----- | ----- | ----- | ----- | ----- | ----- | ----- | ---------- |
| بطولة أستراليا المفتوحة للتنس | غ     | غ     | د1    | د3    | غ     | غ     | د2    | د1    | ل.ت   | غ     | غ     | غ     | 0 / 4      |
| دورة رولان غاروس الدولية      | غ     | د3    | د3    | د4    | د2    | د2    | د3    | د3    | د2    | غ     | غ     | غ     | 0 / 8      |
| ويمبلدون                      | غ     | د2    | د3    | د2    | ن.ن   | د1    | د3    | د3    | ر.ن   | د3    | غ     | غ     | 0 / 9      |
| أمريكا المفتوحة               | د3    | د1    | د3    | د4    | د3    | غ     | د3    | د1    | د2    | د4    | غ     | غ     | 0 / 9      |
| م.ف                           | 0 / 1 | 0 / 3 | 0 / 4 | 0 / 4 | 0 / 3 | 0 / 2 | 0 / 4 | 0 / 4 | 0 / 3 | 0 / 2 | 0 / 0 | 0 / 0 | 0 / 30     |
| تصنيف نهاية العام             | 105   | 32    | 19    | 9     | 9     | 7     | 21    | 23    | 12    | 15    | ب.ت   | 71    |            |

- إجمالي ف / م = إجمالي الفوز والمشاركة

## روابط خارجية
- بتينا بانج على موقع رابطة محترفات التنس (الإنجليزية)
- بتينا بانج على موقع الاتحاد الدولي لكرة المضرب (الإنجليزية)
- بتينا بانج على موقع كأس بيلي جين كينغ (الإنجليزية)
- بتينا بانج على موقع خلاصة التنس.كوم (الإنجليزية)